# Prokuratura Generalna
Prokuratura Generalna, w latach 1950–1967 Generalna Prokuratura – początkowo w okresie 1950–1967  była to naczelna powszechna jednostka organizacyjna prokuratury w Polsce, a następnie w okresach 1967–1990 oraz 31 marca 2010 – 3 marca 2016 stanowiła ona naczelną jednostka organizacyjną całej prokuratury.
Od 31 marca 2010 do 3 marca 2016 Prokuraturą Generalną kierował prokurator generalny Andrzej Seremet powołany 5 marca 2010 przez prezydenta RP Lecha Kaczyńskiego. W 2016 została utworzona Prokuratura Krajowa, zastąpiła ona Prokuraturę Generalną.